# Reinhart Gerrit Crevecoeur
Reinhart Gerrit Crevecoeur, voornamelijk bekend als R.G. Crevecoeur, (Rotterdam, 11 augustus 1867 – Enkhuizen, 5 oktober 1934) was een Nederlands organist, beiaardier, pianist en koordirigent.

## Achtergrond
Hij werd geboren binnen het gezin van kantoorbediende Bastiaan Crevecoeur en Johanna Dorothea Brandse. Hijzelf huwde de onderwijzeres Margaretha Lindeijer. Zoon Bastiaan Crevecoeur werd advocaat. Het echtpaar werd begraven op de Algemene Begraafplaats in Enkhuizen.

## Muziek

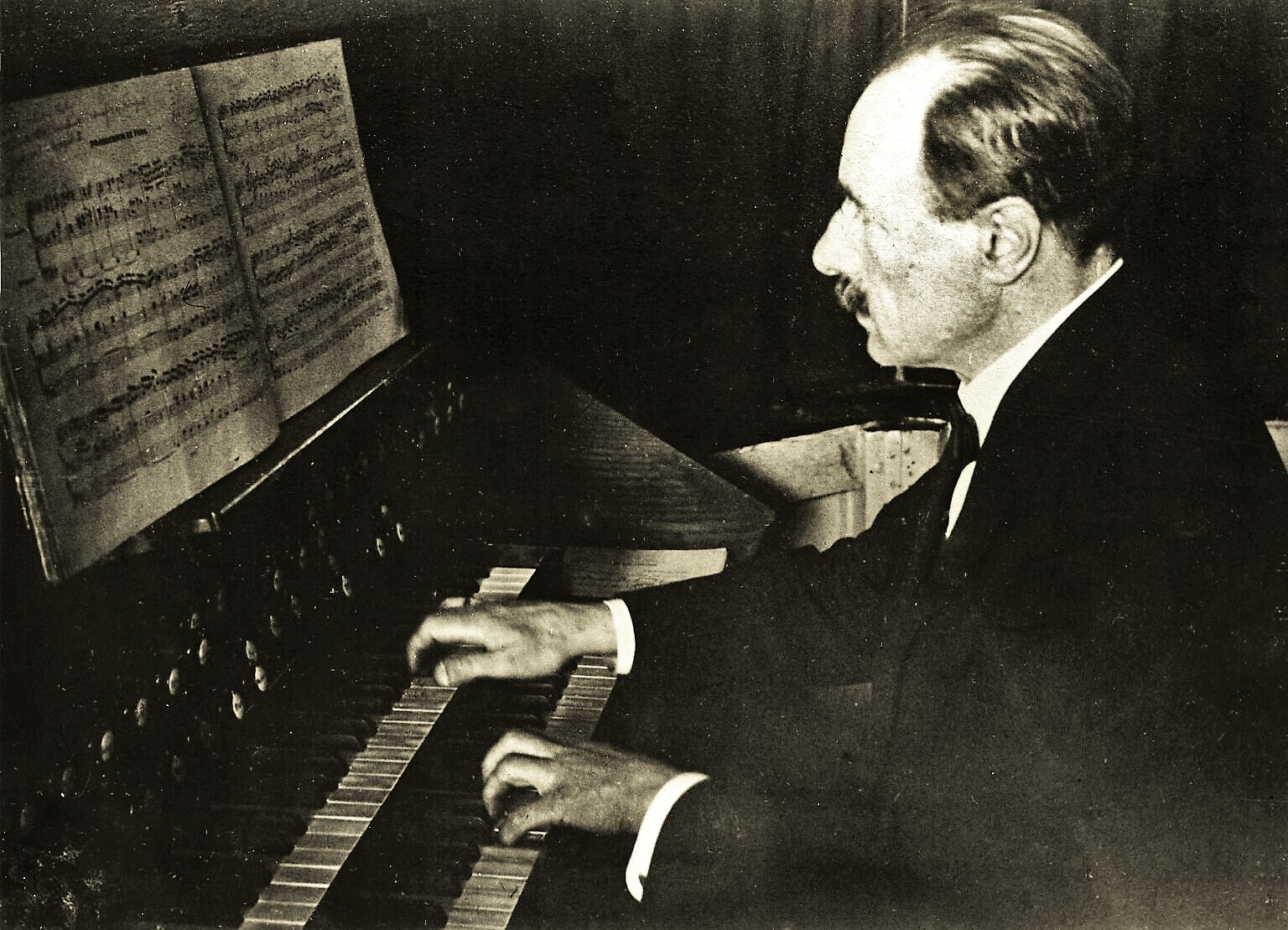
Reinhart Gerrit Crevecoeur aan het klavier van het orgel in de Westerkerk Enkhuizen

Zijn muziekopleiding kreeg hij op de Rotterdamse Muziekschool van Cornelis Christianus van de Sandt, Friedrich Gernsheim (piano, die laatste gaf ook contrapunt), Theo Verheij (harmonieleer) en Samuel de Lange sr. en Marinus Hendrik van ’t Kruis (orgel). In juni 1886 was hij te vinden in de Grote- of Sint-Laurenskerk te Rotterdam, om er deel te nemen aan een leerlingenconcert (leerlingen van H.M. van ’t Kruis) Hij speelde daar de beroemde Praeludium und Fuge over B.A.C.H. van Franz Liszt. Zijn eerste baan was als organist in Rotterdam op een orgel van Witte in de Prinsekerk. Echter al vrij snel begon hij met solliciteren; eerst in Edam wat niet lukte, en later in 1890 toog hij na een geslaagd proefspel naar Enkhuizen waar hij eerst als kostganger bij bakker Bok in de Westerstraat introk en na zijn huwelijk vele jaren met zijn vrouw op de Noorder Havendijk woonde. Hij werd in Enkhuizen organist van de Westerkerk, en klokkenist (beiaardier) op de Zuidertoren en de Drommedaris, gaf er muzieklessen en de plaatselijke koren dirigeerde hij onder meer De Christelijke Oratorium Vereniging "Stem en Snaren") en was er ook directeur van het Toonkunstkoor. Muzikaal hoogtepunt in Crevecoeurs loopbaan was dat hij als een van de eersten in Nederland, onder zijn leiding de Matthäuspassion van Johann Sebastian Bach uitvoerde. Hij zou door al die werkzaamheden tot aan zijn dood een belangrijke rol spelen in het muziekleven van Enkhuizen. Echter hij gaf ook concerten in de rest van Nederland, Hij speelde bijvoorbeeld in de jaren 20 met de eveneens uit Enkhuizen afkomstige Mej. Jo Gramberg een complete cyclus van de vioolsonates van Ludwig van Beethoven. Ook trad hij op als jurylid bij muziekconcoursen. Zijn laatste gang naar het carillon vond plaats op een zaterdagmiddag in September 1934 met Henk Somberg de stadsuurwerkmaker; hij sloot af met de woorden "Nu kan ik niet meer". Een maand later overleed hij aan de gevolgen van Leverkanker. 

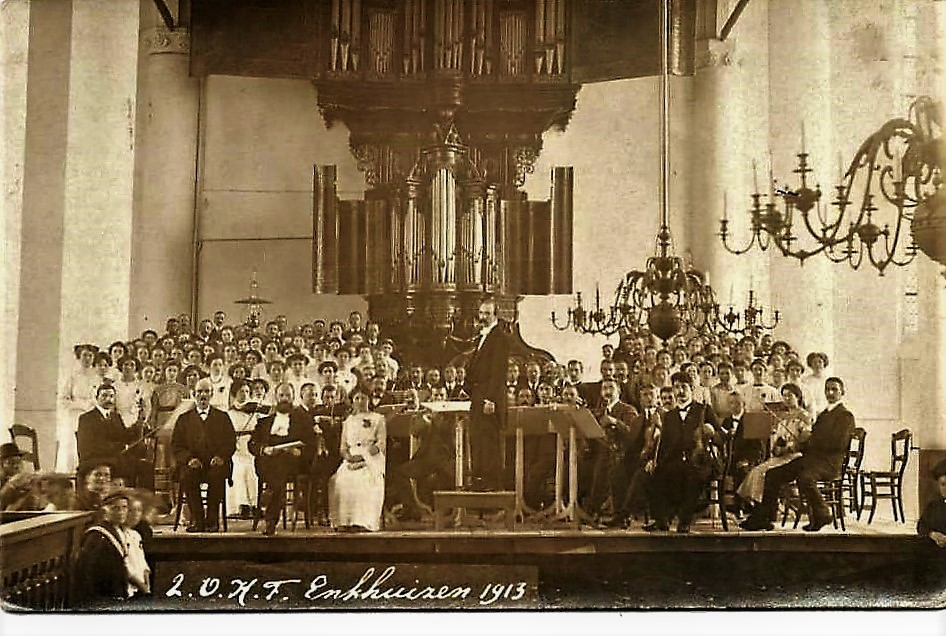
Onafhankelijkheids feest in 1913 Op de foto voor het orgel dirigent organist Reinhart Gerrit Crevecoeur en violist Cor Kint die ook voor het orgel componeerde.

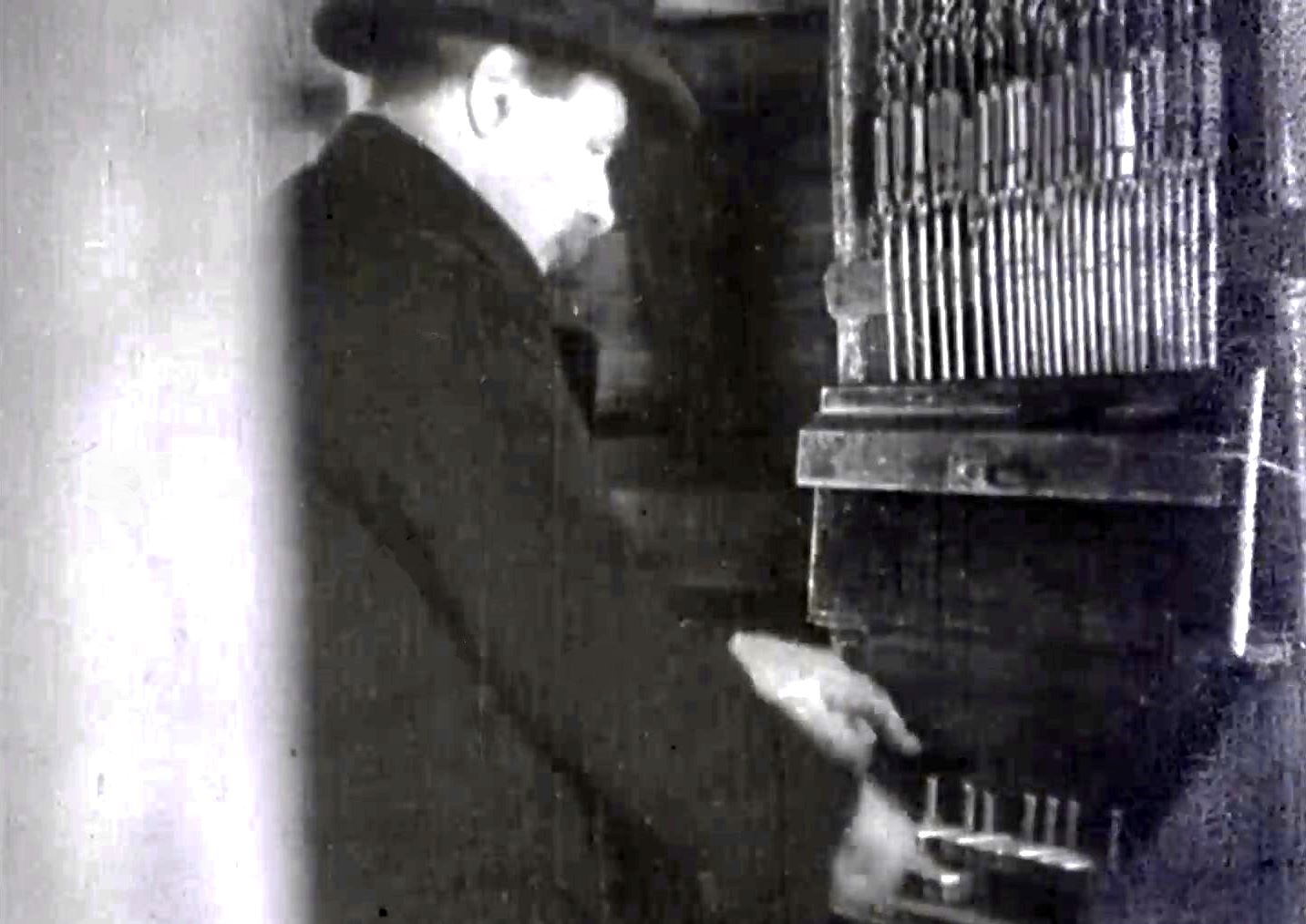
Crevecoeur aan het pianoklaviertje op de Drommedaris in Enkhuizen (afbeelding uit film 'Beeld en Geluid')

Een van zijn leerlingen was de in 1890 in Enkhuizen geboren Cor Kint, die na een verdere opleiding in Amsterdam zou uitgroeien tot een belangrijk musicus (componist, (alt-)violist); zijn bekendheid zou die van zijn leermeester ver overstijgen. Als stadsmusicus werd hij opgevolgd door Dick van Wilgenburg. Crevecoeur was bevriend met Albert Schweitzer die hij na een concert in Hoorn voorjaar 1928 mee nam naar Enkhuizen om de volgende dag het vacuüm pneumatische orgel van Steenkuyl & Recourt in de Westerkerk te bekijken en bespelen. Deze was zeer te spreken over de snelle werking van dit soort pneumatiek. Later in 1932 gaf Schweitzer ook een concert in de Westerkerk met een lezing over het werk in Afrika. Hij speelde hoofdzakelijk werken van J.S. Bach. 
R.G. Crevecoeur lichtte zijn stap naar een relatief kleine stad in 1911 aan Wouter Hutschenruijter toe: "Ik heb verkozen een leiderschap op mijn gebied in een kleine plaats, boven het zijn van een van de velen in een van de belangrijker muziekcentra".
In 1925 was er het tweede beiaard congres in 's-Hertogenbosch. Op dat congres gaf hij een lezing die werd afgedrukt in de handelingen van het congres. In die lezing gaf Crevecoeur een uitleg over zijn bevindingen met het pianoklavier op de Zuidertoren en de Drommedaris. En ook een uitleg over de verbeterde mogelijkheden die een schuifnoten speeltrommel hem bood. In 1909 was namelijk de speeltrommel op de Zuidertoren verbouwd door tussen de bestaande 40 gaten er nog 40 te boren (frezen) waardoor het aantal lichters en dus hamers op de klokken van 40 (brede sporen) naar 80 (smallere) werd verhoogd. In een filmpje op youtube is dit te zien.  De speeltrommel werd in die tijd nog aangedreven door een gewicht van ± 600kg wat elke dag werd opgewonden door Henk Somberg. Op dat congres ontmoette Crevecoeur Jef Denyn, die met zijn tremolospel grote indruk bij hem achterliet zo vertelde Henk Somberg in het interview.
Zijn repertoire op het carillon was niet altijd even geliefd. Zo ontving Crevecoeur in 1929 een reprimande en een brief van de gemeenteraad met afspraken over het te spelen carillonrepertoire, zijn eerdere uitvoering op 1 mei in dat jaar van de De Internationale werd niet echt op prijs gesteld. Het incident haalde de landelijke pers.

### Composities
Van zijn hand verscheen een aantal werken waaronder 
- opus 1: Kerstcantate voor tweestemmig kinderkoor met begeleiding van orgel of piano (uitgegeven in circa 1920)
- opus 2: de jaargetijdens; lied voor bas met pianobegeleiding
- opus 3: De schepping; lied voor bas met pianobegeleiding
- opus 5: Drie liedjes (Bij t’wiegske, Moe en Driftkopje; teksten van E. Dopheide-Witte); liedjes voor zangstem met pianobegeleiding.
- een Hymne (voor solisten, koor en klein orkest)
- een Paaschcantate, (voor solisten, koor en groot orkest)
- Psalm 130 (voor bas, koor en orkest)
- werken voor piano (Sluimerliedje, Canonisch liedje, Een dansje)
- werken voor harmonium (Andante religioso, Gebed)
- werken voor viool (Barcarole en Nocturne),
- werken voor cello (Romance) en
- enkele liederen (Droomend vrouwenkoor op tekst van Jan Pieter Heije)
- de Z.V.T. Mars met het Haringlied. Gecomponeerd voor de Zuiderzee Visserij Tentoonstelling in Enkhuizen rond 1930.